# Équipe du Congo masculine de handball
L'équipe du Congo masculine de handball est la sélection nationale représentant la république du Congo dans les compétitions internationales masculines de handball.
La sélection est médaillée d'argent au Championnat d'Afrique des nations en 1983 et médaillée de bronze en 1985.
Les Congolais terminent à la neuvième place du Championnat d'Afrique 2012 et sont médaillés de bronze aux Jeux africains de 2015.